# Heiwadai (métro de Tokyo)
Heiwadai (平和台駅, Heiwadai-eki) est une station du métro de Tokyo sur les lignes Fukutoshin et Yūrakuchō dans l'arrondissement de Nerima à Tokyo. Elle est exploitée par le Tokyo Metro.

## La station
La station se compose d'un quai central encadré par 2 voies, partagées par les lignes Fukutoshin et Yūrakuchō.
En moyenne, 41 770 voyageurs ont fréquenté quotidiennement la station en 2015.

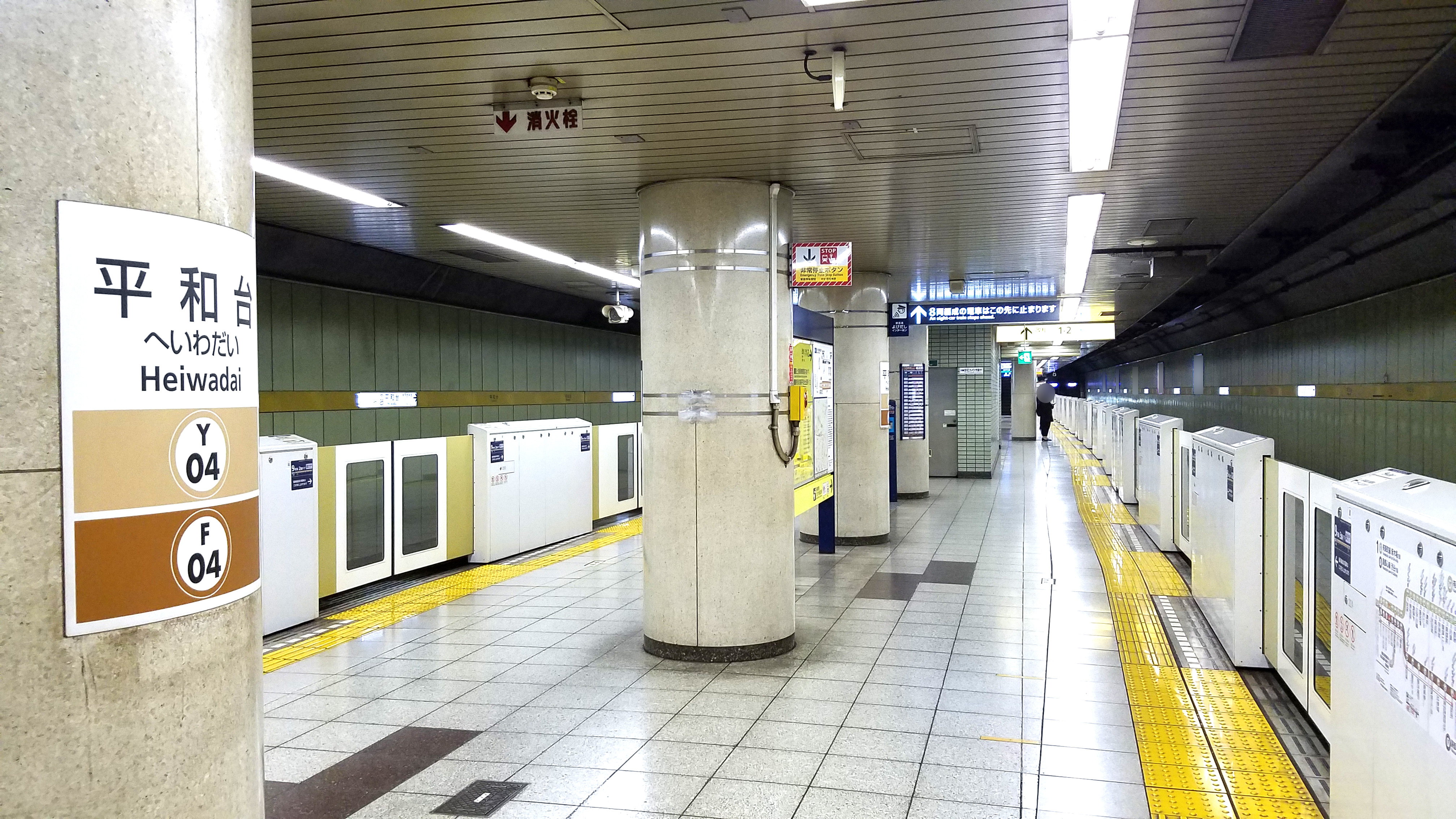
Quai de la station

## Histoire
La station a été inaugurée le 24 juin 1983 sur la ligne Yūrakuchō. La ligne Fukutoshin y arrive le 14 juin 2008.